# Frederick Louis, Mare Duce Ereditar de Mecklenburg-Schwerin
Frederic Louis de Mecklenburg-Schwerin (13 iunie 1778, Ludwigslust – 29 noiembrie 1819, Ludwigslust) a fost prinț ereditar al Marelui Ducat de Mecklenburg-Schwerin. A fost fiul lui Frederic Francisc I, Mare Duce de Mecklenburg-Schwerin și a Prințesei Louise de Saxa-Gotha-Altenburg.

## Căsătorii și copii
La Gatchina în apropiere de Sankt Petersburg, la 12 octombrie/23 octombrie 1799 el s-a căsătorit cu Marea Ducesă Elena Pavlovna a Rusiei, fiica Țarului Pavel I al Rusiei. Cuplul a avut doi copii:
1. Paul Frederic de Mecklenburg-Schwerin (1800-1842) care în 1822 s-a căsătorit cu Prințesa Alexandrine a Prusiei (1803-1892)
2. Marie de Mecklenburg-Schwerin (1803-1862), care în 1825 s-a căsătorit cu Georg, Duce de Saxa-Altenburg.

După decesul Elenei în 1810 el s-a recăsătorit cu Prințesa Caroline Louise de Saxa-Weimar-Eisenach, fiica lui Karl August, Mare Duce de Saxa-Weimar-Eisenach. Cuplul a avut trei copii:
1. Albert de Mecklenburg-Schwerin (1812-1834)
2. Hélène de Mecklenburg-Schwerin (1814-1858), care în 1837 s-a căsătorit cu Prințul Ferdinand Philippe, Duce de Orléans (1810-1842) fiul cel mare al regelui Ludovic-Filip I al Franței
3. Magnus de Mecklenburg-Schwerin (1815-1816)

La doi ani după decesul Carolinei, în 1818, el s-a căsătorit cu Augusta de Hesse-Homburg, fiica lui Frederic al V-lea, Landgraf de Hesse-Homburg.
Printre descendenții lui Friedrich Louis se includ: regina Beatrix a Țărilor de Jos, regina Margareta a II-a a Danemarcei, regina Anne-Marie a Greciei, Henri d'Orléans, Conte de Paris, Carlos, Duce de Parma, Gustav, Prinț Ereditar de Sayn-Wittgenstein-Berleburg, Maria Vladimirovna, Mare Ducesă a Rusiei și Georg Friedrich, Prinț al Prusiei.